# Javory přátelství amerických spisovatelů v Krči
Javory přátelství amerických spisovatelů v Krči jsou dva stromy z několika vysazených v Praze 4-Krči v ulici Ke Krčské stráni. V roce 2025 byly vyhlášeny za Významné stromy.

## Popis
- První javor jako strom přátelství zasadil 20. března 1985 americký spisovatel Kurt Vonnegut jr. společně s kulturním radou USA v Praze Billem Kiehlem a manželkou tehdejšího amerického velvyslance Wendy Luersovou za přítomni dalších pracovníků amerického velvyslanectví.[1]
- Druhý javor jako strom přátelství zasadil 25. března 1986 americký spisovatel John Updike za přítomnosti asi 150 osob; během návštěvy jej doprovázel redaktor Hlasu Ameriky Jolyon Naegele.[1]

## Historie
V letech 1976 až 1986 sídlila Jazzová sekce Svazu hudebníků v Krči v uličce Ke Krčské stráni 3. V roce 1985 nakoupila z vlastních prostředků zeleň, zanedbanou stráň směrem ke stanici Kačerov osadila stromky a stovkami keřů a plánovala založit zde zelené pásmo s lavičkami. Protože se blížilo 40. výročí vzniku Organizace spojených národů, požádala nejvyšší vedení OSN v New Yorku o souhlas umístit k tomuto výročí památník a tento souhlas obdržela. V té době byl v Praze na návštěvě americký spisovatel Kurt Vonnegut a Jazzová sekce jej požádala, aby vysadil před jejich sídlem svůj strom. Poté sem „tajně“ přijeli podívat se a vysadit si svůj strom také Madeleine Albrightová, Gordon Skilling a další. Současně sem byl umístěn větší placatý kámen s mosaznou deskou s textem na počest ukončení 2. světové války a 40. výročí od založení OSN. V roce 1986 přijel do Prahy další spisovatel John Updike a také on vysadil na místě svůj strom. Státní bezpečnost nedlouho poté pomníček odvezla neznámo kam, celé jeho okolí překopala a rozšířila zdejší zahradnictví, aby nic pamětní místo nepřipomínalo.
Nový pomníček byl odhalen dne 26. května 2004; je doplněn o další jména zahraničních diplomatů a osobností, které se na tehdejší akci podíleli.